# Vincent Merjenberg
Vincent Merjenberg (1983) is een Nederlands schrijver. In 2021 verscheen bij uitgeverij Atlas Contact zijn debuutroman De grijzen, die werd genomineerd voor de Bronzen Uil en de Anton Wachterprijs. Zijn korte verhalen staan in onder meer De Gids en De Revisor.